# QWERTY
██ QWERTY
██ QWERTZ
██ AZERTY 
██ Nacionalni raspored (FGĞIOD (Turska), ŪGJRMV (Latvija), ĄŽERTY (Litva))
██ Nelatinična abeceda
QWERTY je raspored tipkovnice. Koristi se u mnogo zemalja širom svijeta, među kojima su SAD, Španjolska, Danska, itd.

## Povijest
QWERTY raspored stvorio je Christopher Latham Sholes, urednik novina koji je živio u Kenoshi u saveznoj državi Wisconsin u drugoj polovici 19. stoljeća, točnije oko ranih 1870-ih godina.
Dana 14. srpnja 1868. dobio je patent za stroj koji je izumio uz pomoć prijatelja Carlosa Gliddena i Samuela W. Souléa.
Prvi model stroja imao je tipkovnicu prikazanu ispod:
| - 3 5 7 9 N O P Q R S T U V W X Y Z |
| 2 4 6 8 . A B C D E F G H I J K L M |

U travnju 1870. raspored tipkovnice je promijenjen. Nova verzija tipkovnice sastojala se od četiri redaka.
| 2 3 4 5 6 7 8 9 -   |
| A E I . ? Y U O ,   |
| B C D F G H J K L M |
| Z X W V T S R Q P N |

Godine 1873. Sholesov potpornik James Densmore prodao je prava proizvodnje tvrtki E. Remington and Sons. Oni su nekoliko mjeseci kasnije promijenili raspored tipkovnice.
| 2 3 4 5 6 7 8 9 - , |
| Q W E . T Y I U O P |
| Z S D F G H J K L M |
| A X & C V B N ? ; R |

Trenutni raspored tipkovnice je:
| 1 2 3 4 5 6 7 8 9 0 -     |
| Q W E R T Y U I O P [ ] \ |
| A S D F G H J K L ; '     |
| Z X C V B N M , . /       |